# Haberberg (Królewiec)

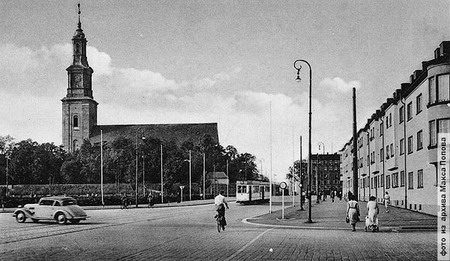
Nieistniejący kościół św. Trójcy (Haberberger Kirche), przed 1945 r.

Haberberg – przedmieście Królewca na południe od Pregoły, obecnie rejon głównego dworca kolejowego w Królewcu, przed 1945 siedziba dwóch parafii ewangelickich i jednej katolickiej.

## Historia

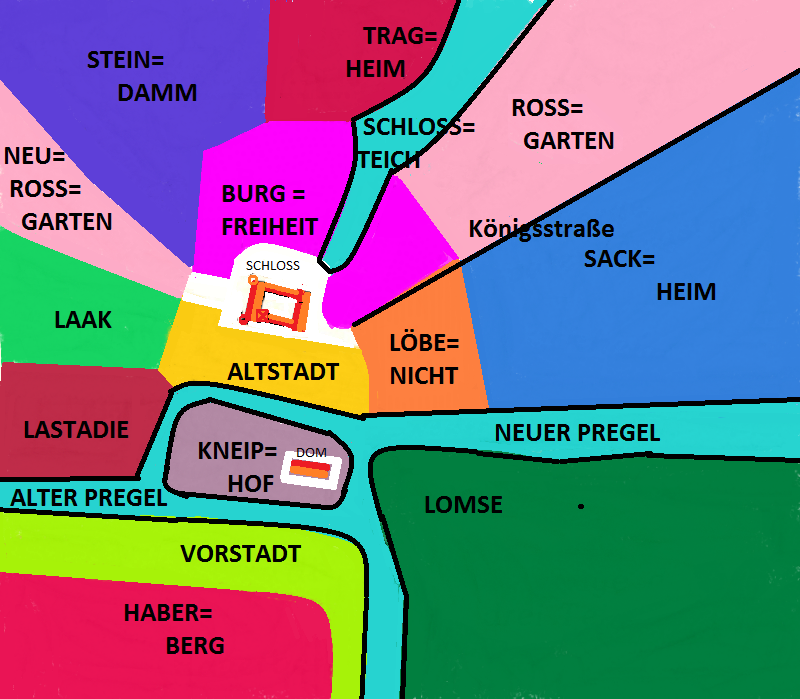
Schemat położenia Haberbergu

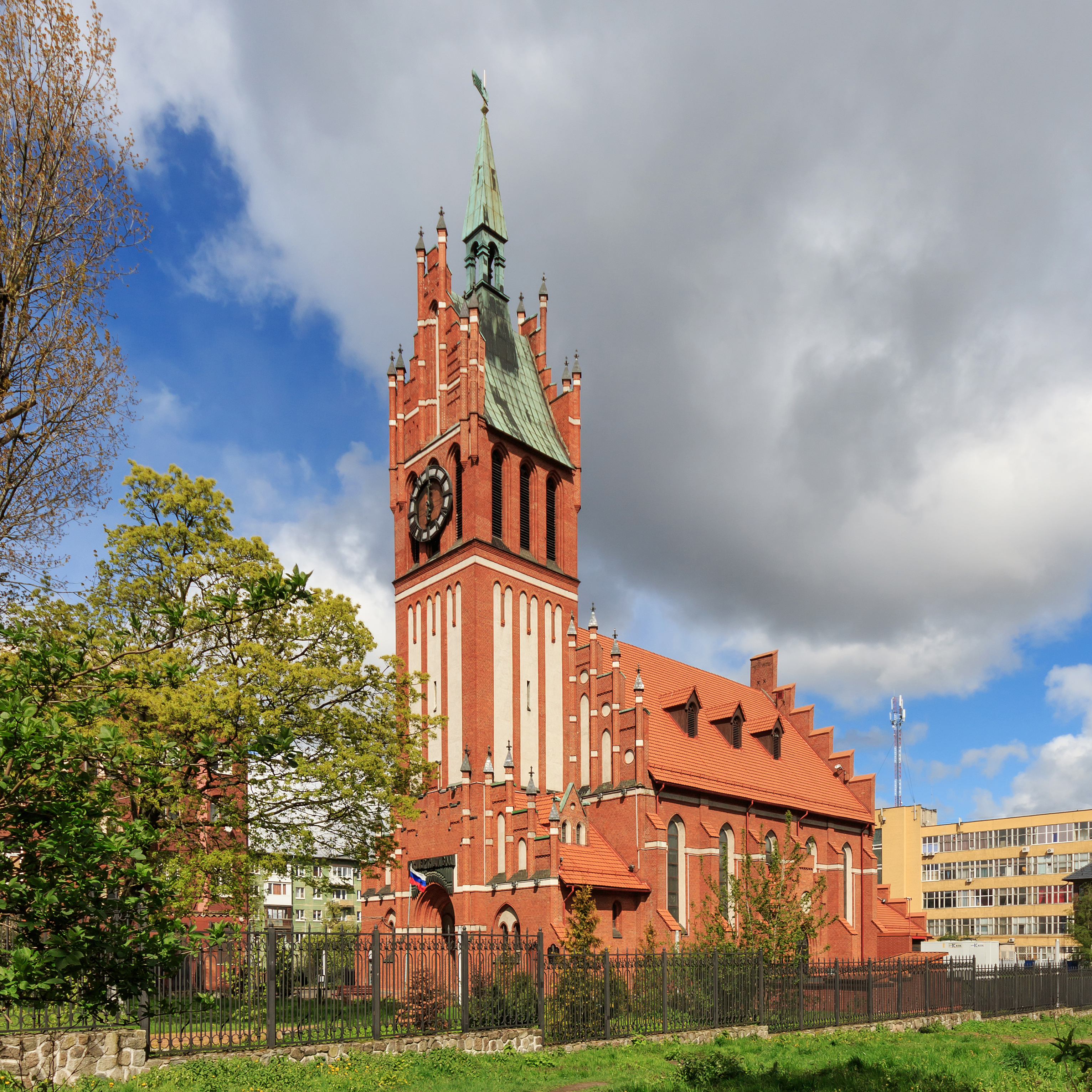
Dawny kościół św. Rodziny

Dawna wieś, którą w 1522 wielki mistrz Albrecht wraz z wsią Alte Garten nadał na własność miastu Knipawie.
Ewangelicki kościół św. Trójcy (zwany powszechnie Haberberger Kirche) wznosił się na wzgórku. Powstał w miejscu kaplicy cmentarnej założonej w 1537 i rozbudowanej w 1601, która służyła aż do końca budowy nowej świątyni wznoszonej wokół niej. Był barokową budowlą z lat 1653–1683, o rzucie prostokąta. Przekształcony po pożarze, w latach 1748–1753. W trójnawowym wnętrzu sklepienie podtrzymywały kolumny ze szwedzkiego wapienia. Z daleka widoczną wieżę o wysokości 83 m zbudowano w 1705, w 1775 zakończono wznoszenie smukłego hełmu. Rokokowe wyposażenie wnętrza pochodziło z lat 50. XVIII w. W 1944 i 1945 kościół uległ znacznemu uszkodzeniu, ruiny i otaczający cmentarz zlikwidowano po 1960. Obecnie w tym miejscu znajduje się skwer i Dom Sztuki (wcześniej kino "Oktjabr"). Drugi ewangelicki kościół Lutra (Lutherkirche) zbudowano przy Viehmarkt według projektu Fritza Heitmanna w latach 1907–1910. Był neorenesansową budowlą z wysoką wieżą. Zdewastowany w 1945, został wysadzony w powietrze w maju 1976.
Na terenie dzielnicy zachował się dawny katolicki kościół Świętej Rodziny (niem. Zur Heiliger Familie) – obecnie filharmonia – ceglany, neogotycki, z wysoką wieżą, o trójnawowym halowym wnętrzu, z lat 1904–1907 (również proj. F. Heitmann). W pobliżu znajdowało się ponadto Muzeum Rzemiosł Artystycznych (Kunstgewerbe-Museum).